# Ultime Épreuve
 (décembre 2023).
Pour plus de détails, voir Fiche technique et Distribution.
Ultime Épreuve (North Shore) est un film américain réalisé par William Phelps, sorti en 1987.

## Synopsis
Avant d'entrer à l'école des arts, un étudiant (Matt Adler) décide d'aller passer ses vacances à Hawaï afin d'y pratiquer son sport préféré, le surf.

## Fiche technique
- Titre : Ultime Épreuve
- Titre original : North Shore
- Réalisation : William Phelps
- Scénario : Randal Kleiser, Tim McCanlies et William Phelps
- Musique : Richard Stone
- Pays d'origine :  États-Unis
- Sociétés de production : Universal Pictures et Finnegan/Pinchuk Productions
- Genre : Action, drame
- Durée : 101 minutes
- Date de sortie : 14 août 1987

## Distribution
- Matt Adler : Rick Kane
- Gregory Harrison : Chandler
- Nia Peeples : Kiani
- John Philbin : Turtle
- Gerry Lopez : Vince Moaloka
- Laird Hamilton : Lance Burkhart
- Robbie Page : Alex Rogers
- Mark Occhilupo : Occy
- John Paragon : le professeur
- Cristina Raines : Mme Kane
- Corky Carroll : lui-même
- Lord James Blears : le directeur du concours
- Jim Trenton : Chuck King
- Allan Cole : Ed Lusky
- Shaun Tomson : lui-même
- Hans Hedemann : lui-même
- Derek Ho : lui-même
- Mark Foo : lui-même
- Ken Bradshaw : un surfeur
- Michael Ho : un surfeur
- Christian Fletcher : un surfeur
- Jimmy Star : un surfeur